# 荒川健
荒川 健（あらかわ けん、1949年 - ）は、日本のカーデザイナー。デザイナー事務所・デザインフォース主宰。

## プロフィール
多摩美術大学卒業後1975年三菱自動車入社。カラーリングスタジオ時代ミラージュのロゴマークやデカールデザインで高い評価を得る。その後エクステリアデザインスタジオ、アドバンスド・デザインスタジオで経験を積む。1980年、トラック・バス部門に異動。内外から高い評価を得た大型トラックの画期的なインパネデザインを実現。
1988年、マツダからヘッドハントされ、チーフデザイナー（デザイン主査）として移籍。ユーノスの新規機種を2機種同時に担当。1995年に独立し、デザインフォースアソシエイションを主宰。デザインフォースStudio b-stile代表。大手自動車メーカーのモーターショー出品コンセプトカー、韓国、中国の量産車や家電製品のデザインを手掛けている。自動車デザインアナリストとして自動車雑誌の巻頭コラムやデザイン論を執筆中。JAC江准汽車日本設計センターデザインディレクター。早稲田大学理工学術院非常勤講師。産業技術大学院大学客員教授

## 手がけた主な量産車
- 三菱自動車工業

初代ミラージュセダンのエクステリアデザイン、2代目ミラージュのキースケッチ、1983年 - 1985年発売のふそう・ザ・グレートの画期的インパネデザインを担当。
- マツダ

ユーノス・プレッソ：1991年発表。往年のイタリアンGTを想わせる官能的なスタイルと、DOHC 1.8リッターV6エンジンが特徴の2ドアハッチバッククーペ。一見2＋2に見えるが4人乗りの居住性があり、巨大なリアゲートはチェロの積載が可能であった。またフロントのデザインアイデアはフォード・トーラスに受け継がれた。
ユーノス500：1992年発表。非常に先進的、かつ、美しいスタイリングで、国内外のデザイナーに絶賛される国内随一のカーデザイナーとしての才能を開花。内外のカーデザインへ大きな影響を与えた。詳しくは当該項目を参照。

## 出演作品
- 久米宏のCAR TOUCH!!(GyaO)